# Lee Heung-soon
Lee Heung-soon (* 19. November 1971) ist eine ehemalige Badmintonspielerin aus Südkorea.

## Sportliche Karriere
Lee Heung-soon wurde im Dameneinzel bei den Olympischen Sommerspielen 1992 Fünfte. Ein Jahr zuvor stand sie sowohl bei den Indonesia Open als auch den Thailand Open im Finale. Beim Uber Cup 1992 wurde sie Mannschaftsweltmeisterin.

## Sportliche Erfolge
| Saison | Veranstaltung  | Disziplin   | Platz | Name           |
| ------ | -------------- | ----------- | ----- | -------------- |
| 1991   | Thailand Open  | Dameneinzel | 2     | Lee Heung Soon |
| 1991   | Indonesia Open | Dameneinzel | 2     | Lee Heung-soon |
| 1992   | Olympia        | Dameneinzel | 5     | Lee Heung-soon |
| 1992   | Uber Cup       | Team        | 1     | Südkorea       |
| 1993   | Swedish Open   | Dameneinzel | 2     | Lee Heung-soon |

## Referenzen
- Lee Heung-soon in der Datenbank von Olympedia.org (englisch)

| Personendaten    | Personendaten                                                                                         |
| ---------------- | --- |
| NAME             | Lee, Heung-soon                                                                                       |
| ALTERNATIVNAMEN  | 이흥순 (koreanisch, Hangeul); I, Heung-sun (Revidierte Romanisierung); I, Hŭngsun (McCune-Reischauer) |
| KURZBESCHREIBUNG | südkoreanische Badmintonspielerin                                                                     |
| GEBURTSDATUM     | 19. November 1971                                                                                     |